# Broye-Aubigney-Montseugny
Broye-Aubigney-Montseugny är en kommun i departementet Haute-Saône i regionen Bourgogne-Franche-Comté i östra Frankrike. Kommunen ligger i kantonen Pesmes som tillhör arrondissementet Vesoul. År 2022 hade Broye-Aubigney-Montseugny 512 invånare.

## Befolkningsutveckling
Antalet invånare i kommunen Broye-Aubigney-Montseugny
| Referens: INSEE |